# Wilhuff Tarkin
Wilhuff Tarkin és un personatge i dolent de la Guerra de les Galàxies que apareix al final de l'episodi III interpretat per Wayne Pygram i en el Episodi IV de la saga. Va ser interpretat per l'actor britànic Peter Cushing.
El Gran Moff Wilhuff Tarkin va ser el més puixant dels governadors de l'Imperi galàctic. Va començar durant les Guerres Clon al servei de la República Galàctica i ràpidament en veure l'aproximació de la seua caiguda es va aliar amb Palpatine. El nou Emperador li va atorgar un títol i poder més enllà de la ment de qualsevol ser. Tarkin va exterminar mons, ciutats, espècies sempre al costat de Darth Vader "Sostenint la corretja del seu fidel gos" (com una vegada va dir la princesa Leia Organa irònicament).
Tarkin va morir per culpa de la seua pròpia obstinació, quan no va escapar de la primera Estrella de la Mort. Va explotar juntament amb l'estació espacial en el seu "moment del triomf".

## Biografia de ficció

### En sèries de televisió

#### Star Wars Rebels
En la sèrie de televisió Star Wars Rebels, Tarkin (interpretat de nou per Stanton) comença de governador dels territoris de l'Anell Exterior, inclòs el planeta Lothal, però més avançada la sèrie ja té el títol de Gran Moff. Visita el planeta Lothal per bregar amb la recent activitat rebel, i reprèn el ministre Maketh Tua (interpretat per Kath Soucie), l'Agent Kallus (interpretat per David Oyelowo), i el Gran Inquisidor pels seus reiterats fracassos en pro d'aturar les cèl·lules rebels. Tarkin fa que l'inquisidor executi el Comandant Aresko i el Director de Tasques Grint (ambdós interpretats per David Shaughnessy) per la seva inoperància per a tractar amb el líder de la cèl·lula, el Mestre Jedi Kanan Jarrus (interpretat per Freddie Prinze Jr.). Més tard, Tarkin para una trampa als rebels i assoleix capturar Kanan mentre aquest executava la seva missió d'enviar un missatge a través d'una de les torres de comunicació del planeta. El missatge dels Rebels és enviat, però Tarkin llavors ordena que es destrueixi la torre. Kanan és torturat per l'Inquisidor i transportat al sistema Mustafar a bord del Destructor Estel·lar de Tarkin. Durant el rescat de Kanan per part de les forces rebels, el Destructor Estel·lar de Tarkin és destruït, i el Gran Inquisidor mort. A Lothal, Tarkin li presenta l'Agent Kallus a Darth Vader (interpretat per James Earl Jones).
Prenent-se la pèrdua del Destructor Estel·lar com res personal, Tarkin ordena que Maketh Tua sigui dut davant seu pel seu fracàs cercant els rebels a Lothal. Sabent la realitat de la naturalesa de la convocatòria després de les morts d'Aresko i Grint, Tua intenta desertar, però és mort abans que pugui abandonar Lothal. Tarkin més tard apareix en el capítol estrena de la temporada tres, on es troba amb la Governadora Pryce (interpretada per Mary Elizabeth Glynn) per a parlar dels rebels de Lothal. Posteriorment li concedeix la seva petició d'usar la setena flota, comandada pel Gran Almirall Thrawn (interpretat per Lars Mikkelsen). Tarkin apareix a través d'un holograma al final de la tercera temporada, sent informat sobre l'imminent atac de Thrawn a Atollon que faria naufragar un atac rebel coordinat a Lothal. Cap al final de la quarta temporada, adverteix a Thrawn que ha de demostrar la vàlua del seu programa TIE Defender, el prototip de Thrawn d'un nou Caça Estel·lar Imperial, o els seus fons i recursos seran redirigits al "projecte Pols Estel·lar" de Krennic - més tard conegut com l'Estrella de la Mort.

### Novel·les
Tarkin apareix a Catalyst: A Rogue One Novel, la novel·la preqüela de Rogue One, on Tarkin forma una rivalitat amb el Director d'Armes Avançades Orson Krennic.

#### Star Wars: Tarkin
Star Wars: Tarkin explora els orígens del personatge, i narra com coneix i s'alinea amb l'Emperador Palpatine i Darth Vader prèviament als esdeveniments d'Una Nova Esperança. La novel·la va ser una de les quatre primeres novel·les cànon a ser publicades entre el 2014 i el 2015. El Destructor Estel·lar de Tarkin, l'Executrix, és introduït; posteriorment apareix a Rogue One.